# Камполонго (Тренто)
Камполонго (итал. Campolongo) је насеље у Италији у округу Тренто, региону Трентино-Јужни Тирол.
Према процени из 2011. у насељу је живело 31 становника. Насеље се налази на надморској висини од 548 м.